# Ретривер
Ретри́веры (от англ. retrieve — возвращать, приносить обратно) — один из типов охотничьих собак. Задача собак такого типа — найти и принести (аппортирование) охотнику подстреленную добычу неповреждённой. В связи с этим собака должна обладать хорошим ростом, силой и выносливостью, нюхом, покладистым характером и мягким прикусом. Используются не только для аппортирования дичи, но и в других видах охоты (пролётная, облавная), а также в качестве собак-поводырей, собак-спасателей, известны как хорошие компаньоны.
В Англии ретриверы использовались в совместной охоте с легавой собакой. После того как легавая обнаружит и поднимет под ружье дичь, ретривер должен отыскать подстреленную птицу в воде или в высокой траве и подать её егерю. Необходимость в появлении охотничьих собак-ретриверов, которые способны были находить и приносить владельцу дичь, было вызвано совершенствованием ружейного огнестрельного оружия. По некоторым сведениям, курчавый ретривер был известен в Англии с начала XIX века. В 1889 году в Великобритании были проведены первые полевые испытания ретриверов, работа этом отношении после учреждения в 1895 году Лиги подружейных собак. На протяжении 1890-х годов фаворитами среди этой породы собаки были гладкошерстные ретриверы, но к исходу 1900-х годов на испытаниях стали доминировать лабрадоры, которые начиная с 1904 года стали регистрироваться английским Кеннел-клубом в качестве самостоятельной породы. В то же время ретриверы вносились в реестр, как представитель той породы на которую они были более всего похожи, так как в одном помёте могли присутствовать щенки лабрадоров и гладкошерстных (ранее — волнистошерстных) ретриверов. На протяжении истории разведения требования к стандарту породы менялись (телосложение, окрас и рост). Самой молодой породой из ретриверов является новошотландский ретривер (толлер), которая была признана в Канаде в 1945 году, а в 1987 году её стандарт был принят Международной кинологической федерацией.

## Классификация
В настоящее время ретриверы по классификации МКФ отнесены к 8-й группе (ретриверы, спаниели, водяные собаки) 1-й секции (ретриверы) и объединяют 6 пород собак. 
| Породы ретриверов        | Породы ретриверов                        | Породы ретриверов    | Породы ретриверов                                                | Породы ретриверов                              | Породы ретриверов              | Породы ретриверов |
| Название                 | Иностранное название                     | Страна происхождения | Тип шерсти                                                       | Окрас                                          | Размер                         | Фото              |
| ------------------------ | ---------------------------------------- | -------------------- | ---------------------------------------------------------------- | ---------------------------------------------- | ------------------------------ | ----------------- |
| Золотистый ретривер      | англ. Golden Retriever                   | Великобритания       | Прямая или волнистая, с водонепроницаемым подшёрстком            | Любой оттенок золотистого или кремового        | Рост 51-61 см Вес 25-41,5 кг   |                   |
| Курчавошёрстный ретривер | англ. Curly Coated Retriever             | Великобритания       | Густая, короткая, завивающаяся без подшёрстка                    | Чёрный и любые оттенки коричневого и ливерного | Рост 62,5-67,5 см Вес 27-43 кг |                   |
| Лабрадор-ретривер        | англ. Labrador Retriever                 | Великобритания       | Короткая и прямая, с водонепроницаемым подшёрстком               | Чёрный, палевый, коричневый                    | Рост 54-57 см Вес 25-36 кг     |                   |
| Новошотландский ретривер | англ. Nova Scotia Duck Tolling Retriever | Канада               | Средней длины с густым подшерстком                               | Красный или рыжий с белыми пятнами             | Рост 45-51 см Вес 17-23 кг     |                   |
| Прямошёрстный ретривер   | англ. Flat Coated Retriever              | Великобритания       | Шерсть гладкая, плотная и шелковистая                            | Чёрный или печеночный                          | Рост 51,6-61,5 см Вес 25-36 кг |                   |
| Чесапик-бей-ретривер     | англ. Chesapeake Bay Retriever           | США                  | Шерсть короткая, густая, грубая, с водонепроницаемым подшёрстком | Коричневый                                     | Рост 53-66 см Вес 25-36,5 кг   |                   |

Наиболее многочисленными и любимыми представителями группы ретриверов являются лабрадоры и золотистые ретриверы, в последние годы всё большую популярность в мире завоевывают прямошёрстные ретриверы.